# 三摩地
三摩地（Samādhi），又譯三昧、三摩提，意譯為等持、正定、正心行處、調直定、定，源自古印度，是一種經由冥想進入的意識狀態，最早出自婆羅門教《奧義書》中，為傳統瑜伽修行方式之一，在《瑜伽經》八支瑜伽中為第八支。在沙門傳統中，如印度教、耆那教、佛教、錫克教也廣泛被採用。
作為心所，阿毘達磨論書中將它列為大地法之一，可通於善、惡。專注於惡的事物，稱為邪定。專注於善的、正確的對象上，稱為正定。佛教中，正定為八支聖道，亦是七覺支之一，又與持戒、智慧合稱為三無漏學。

## 概論
三摩地（Samādhi）的字根可能來自於sam（意為結合一起），（意為平等、均衡），或是（意為正確的）。將注意力集中在一個地方，使心專注，進入心一境性，讓心不散亂，遠離掉舉與惛沈，進入平等、平衡的狀態，或是讓心保持在正確的狀態，皆可稱為三摩地。
三摩地的特徵為專注，不散亂。三摩地的範圍廣泛，可用於一般世俗中的專注，也可用於更高層次在精神層面上的專注。高層次的三摩地，有靜慮、等至、等引等不同名稱，修行三摩地至於禪那，稱為奢摩他（samatha）。

## 禪修
字義
「禪」這個字源自梵文「禪那」（ध्यान）(巴利文jhāna)，意為「靜慮」、「思維修」、「定慧均等」，英文譯作meditate或meditation。在《中部36經》，佛陀便以「無息禪」(appāṇakaṁyeva jhānaṁ jhāyeyyanti)描述自己過往的苦行；證道後，他又常常鼓勵弟子禪修：「Jhāyatha, bhikkhave!」可見「禪那」在古印度和佛教的意義和詞性廣泛，並非專指四種禪定的階段。
止觀
禪修有兩種元素：一是止（奢摩他, śamatha, 又譯為定、禪定、心一境性），重視心的平靜與相續不動，以成就三昧為目標；二是觀(毗婆舍那, vipassana)，以觀照所緣生起正見。止、觀兩者能相依互助 ，法句經云：「無禪不智、無智不禪，道從禪智，得至泥洹。」反映早期佛教認為禪定與智慧之間密不可分 。
修習
十六勝行和四念住，讓我們繫念呼吸，返回當下，關懷身體，覺知行住坐臥，修習愛語諦聽，並照顧內心，滋養輕安、喜樂、信、慈悲、攝持、捨離。心在這種安止而覺知狀態時，非常適合觀照所緣 (例如身體、情緒、內心、事物本質等)，能除五蓋，引發智慧，解開無明、執取等心結。
其他禪觀修習，包括數息觀、身分觀(又稱不淨觀)、界分別觀、墓園觀、慈觀、無常觀、因緣觀等。而空、無相、無願三三昧，更是佛教獨有的禪定，能帶來解脫。

## 四禪八定
禪即靜慮、止觀，能生定慧，四禪那和四無色定，是其中的修習方式之一。
四禪那
四禪那的實際操作，是從離(不善法)和定(安那般那念)生起喜樂，隨着心變得專注和微細，尋伺(思惟)開始止息，心離喜妙樂，進入不苦不樂、正知正念、捨離、清淨的狀態。這時，心不容易受煩惱習氣動搖，能正見如實。
| 初禪 | 離欲、離惡不善法，有覺有觀，離生喜樂，初禪具足住。               |
| 二禪 | 有覺有觀息，內淨，一心，無覺無觀，定生喜樂，第二禪具足住。       |
| 三禪 | 離喜、貪，捨心住，正念、正知，安樂住，彼聖說捨，第三禪具足住。   |
| 四禪 | 離苦、息樂，憂、喜先已離，不苦不樂，捨淨念、一心，第四禪具足住。 |

四無色定
四無色定非佛陀原創，他亦曾經修習四無色定，但認為無助導向解脫。
- 空無邊處定
- 識無邊處定
- 無所有處定
- 非想非非想處定

### 禪那的角色
阿姜查認為，修行者應該直接覺察內心狀態，而毋須以四禪作標籤，否則容易帶來執取，令修行本末倒置。
德寶禪師指出，經藏所說的禪定，與覺音尊者的《清淨道論》有明顯分別，兩者不應混為一談。 相比論書，經藏未有太強調定和慧的劃分，修習四禪能止觀雙運，而非只有安止而無觀的境界。清淨道論又在定學上又加入十遍處(kasina)，並提出近行定和安止定的層次。這種止觀二分的觀念，影響着慧觀禪的發展(Vipassana movement)。
無著比丘於《正定之意義》論文，透過對照南北傳的早期經典，指出「四禪」可能是對「正定」較後期的定義。原因如下：
1. 《長部22 大念住經》[27]加入了四諦八道，並以四禪定義三昧，而同經的較早版本《中部10念住經》並無提及四禪。
2. 《中部141 諦分別經》以四禪定義三昧，但對應的《增一阿含27.1經》[28]、《中阿含31經》[29]、《T32四諦經》[30]所描述的正定，均未提及四禪。
3. 四禪出現於《相應部45.8 分別經》，而相應的《雜阿含784經》[9]只描述定為：「住心不亂、堅居、攝持、寂止、三昧、一心。」安世高的《T112佛說八正道經》[31]亦未有提及四禪。

綜上所述，原始僧團的禪修以十六勝行和四念住為核心，亦修習身分觀、界分別觀、墓園觀、慈觀、無常觀、因緣觀、三三昧等，從中培養定和慧。四禪那和各禪支是對定境中不同心所的描述，可供參考，但不應執着於某境地或以此作為修行目標。惟隨着教團發展，四禪又被理解成高不可攀的止境，並且與其他沙門教派修行的四無色定結合為八定。

## 外部連結
- 香港慧觀禪修會Hong Kong Insight Meditation Society(HKIMS)（页面存档备份，存于）
- 香港南傳禪修學會（页面存档备份，存于）
- 佛教歷史（页面存档备份，存于）
- 禪宗祖師（页面存档备份，存于）
- 祖師法語（页面存档备份，存于）
- 基礎禪修（页面存档备份，存于）